# Palazzo Gio Agostino Balbi
Il palazzo Gio Agostino Balbi, o palazzo Durazzo-Pallavicini, è un edificio storico italiano, sito in via Balbi 1, nel centro storico di Genova. È uno dei Palazzi dei Rolli che furono designati, al tempo della Repubblica di Genova, a ospitare gli ospiti di alto rango durante le visite di stato per conto del governo genovese.
L'edificio è fra i 42 palazzi dei rolli selezionati e dichiarati Patrimonio dell'umanità dall'UNESCO il 13 luglio 2006.

## Storia e descrizione
L'architettura del palazzo, ritenuta il tratto d'unione tra i modelli residenziali di Strada Nuova e le soluzioni compositive di via Balbi fu concepita dall'architetto Bartolomeo Bianco per Gio. Agostino Balbi all'inizio del XVII secolo. Le sue capacità tecniche risposero in pieno alle esigenze del committente che richiese una planimetria tradizionale a "U", nonostante un'area triangolare difficile da aggredire.
Elemento architettonico forte della composizione è il nucleo delle scale divergenti sul cortile, separato dallo scalone monumentale: un vero e proprio percorso coperto dalle stanze al piano dei mezzanini. Caratteristico è anche l'utilizzo degli spazi esterni che si suddividono a levante e a ponente, consentendo una graduale vista dei giardini pensili lungo la strada.
Fu iscritto nel Rollo del 1664 al primo Bussolo, la categoria più alta, destinata ad ospitare cardinali, principi, viceré e governatori. I problemi finanziari costrinsero il nuovo proprietario, Bartolomeo Balbi, ad affittare una parte del palazzo a Giuseppe Maria Durazzo e nel 1710 a cederlo per intero a Marcello Durazzo.
A partire dal 1735, le sale del piano nobile furono decorate da Giacomo Antonio Boni, Giuseppe Davolio, Paolo Gerolamo Piola e Francesco Maria Costa. Nel 1774 l'architetto Emanuele Andrea Tagliafichi fu incaricato di ridefinire l'area a monte dell'edificio. Anche in questo intervento la chiave della composizione si ritrova nell'elemento distributivo verticale con l'ideazione di un imponente scalone su due audaci rampe a sbalzo, con una scelta nuovissima per la cultura genovese dell'epoca, molto vicina alla cultura d'oltralpe.
La dimora genovese ospita una delle più importanti quadrerie private italiane, con opere di Tiziano, Albani, Brueghel dei Velluti, Carracci, Valerio Castello, Domenichino, Van Dyck, Grechetto, Giordano, Guercino, Magnasco, Mulinaretto, Piola, Procaccini, Reni, Ribera, Rubens, Strozzi. Possiede inoltre un archivio monumentale che raccoglie le carte di molte parentele che hanno pesato sulla storia di Genova; mentre la biblioteca e la raccolta di manoscritti volute da Giacomo Filippo Durazzo nel XVIII secolo sono state di recente trasferite nel palazzo Durazzo Pallavicini di Luccoli - appartenne alla famiglia Durazzo alla stessa stregua del palazzo Reale, ubicato anch'esso in via Balbi e principale dimora della famiglia, venduto da Marcello Durazzo al re Carlo Felice nel 1824 e divenuto Museo Statale, del palazzo Durazzo alla Meridiana, ultima dimora della famiglia Durazzo, alla villa Durazzo-Centurione di Santa Margherita Ligure, proprietà comunale e di molti altri edifici appartenuti al casato genovese.

## Galleria d'immagini

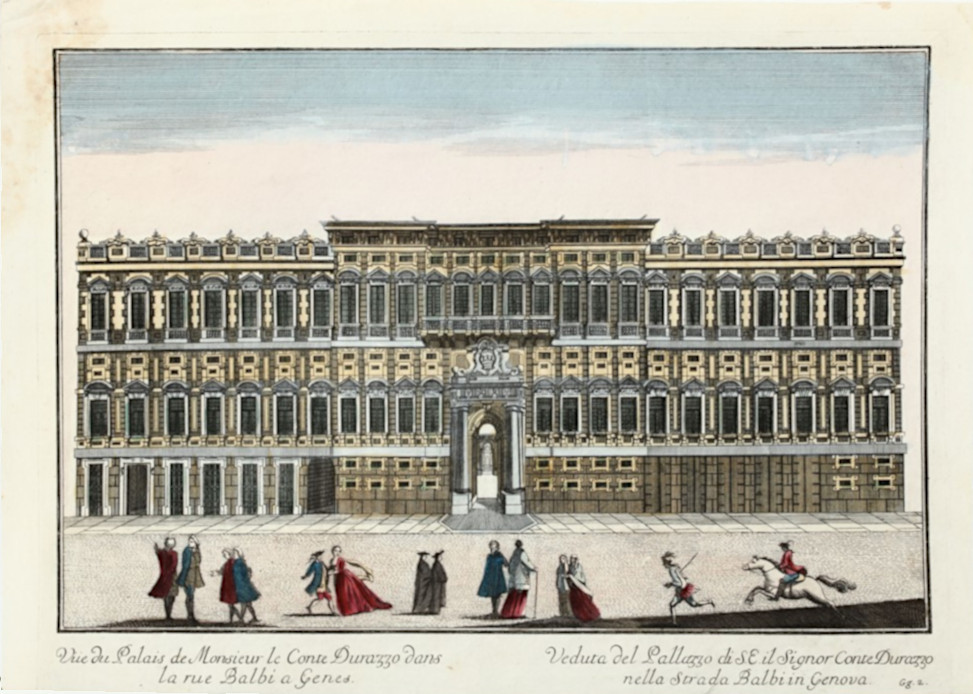
Veduta del palazzo Durazzo-Pallavicini nel XVIII secolo
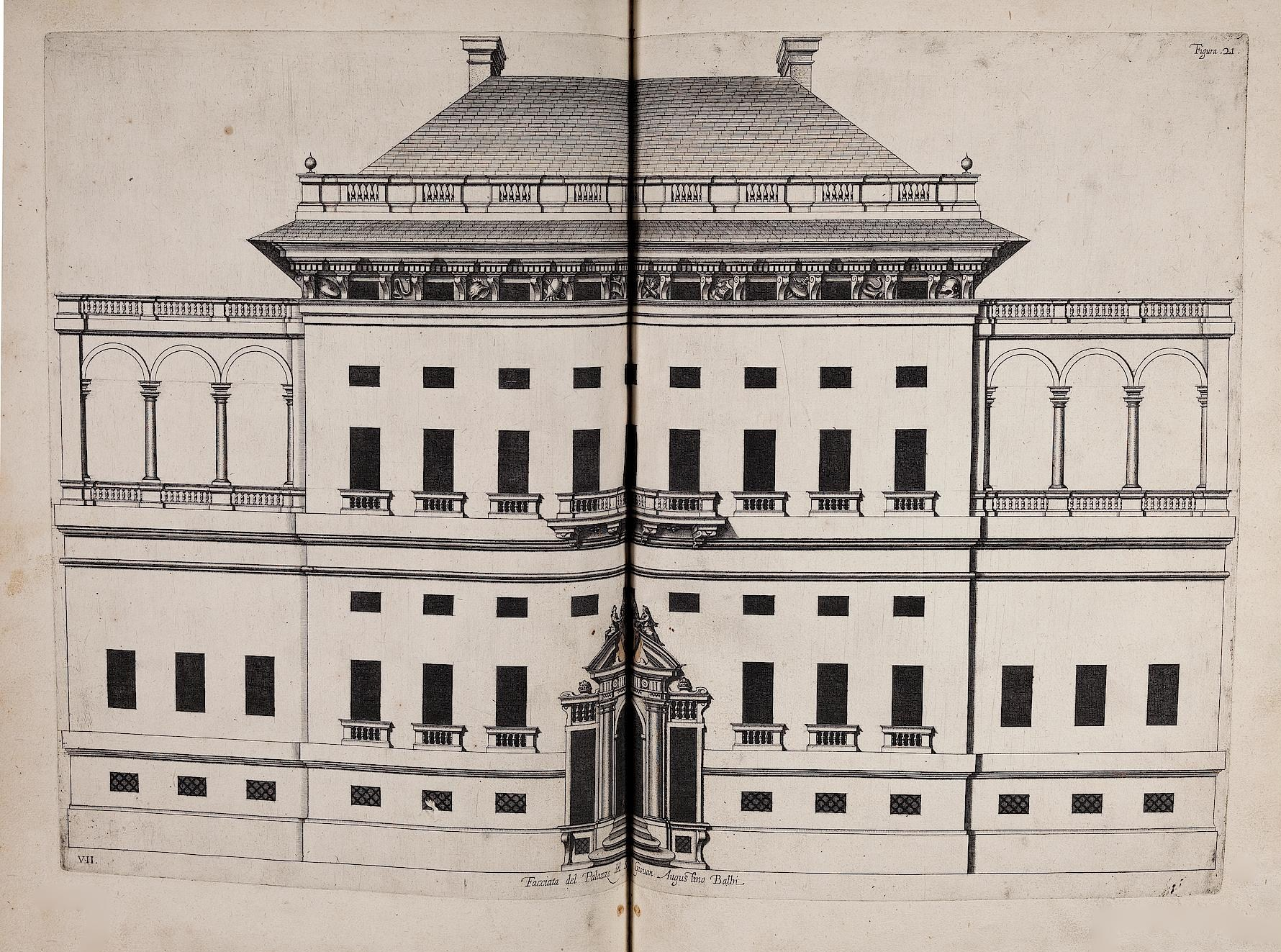
Peter Paul Rubens - Palazzi di Genova, vol. II
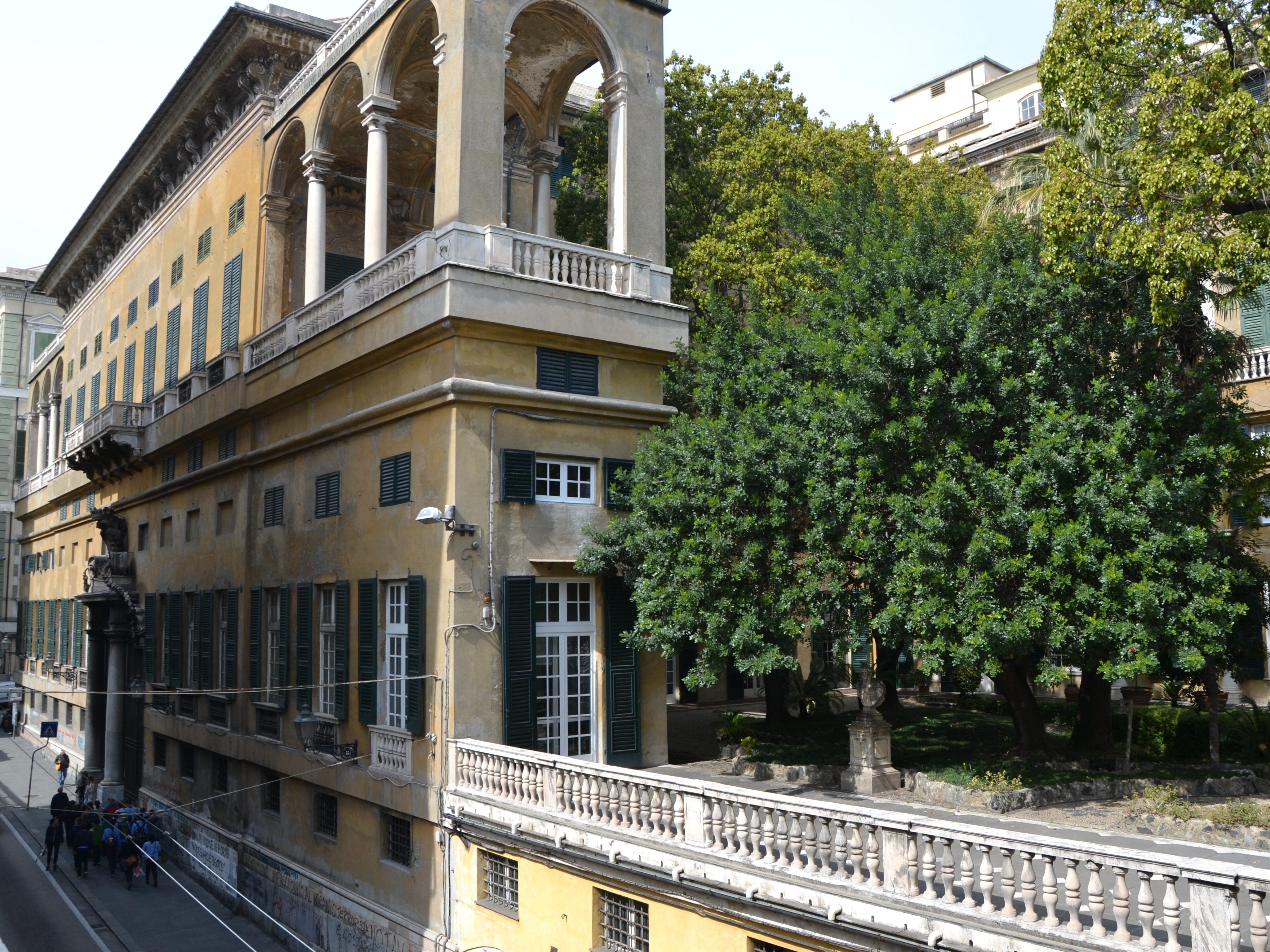
Il giardino pensile
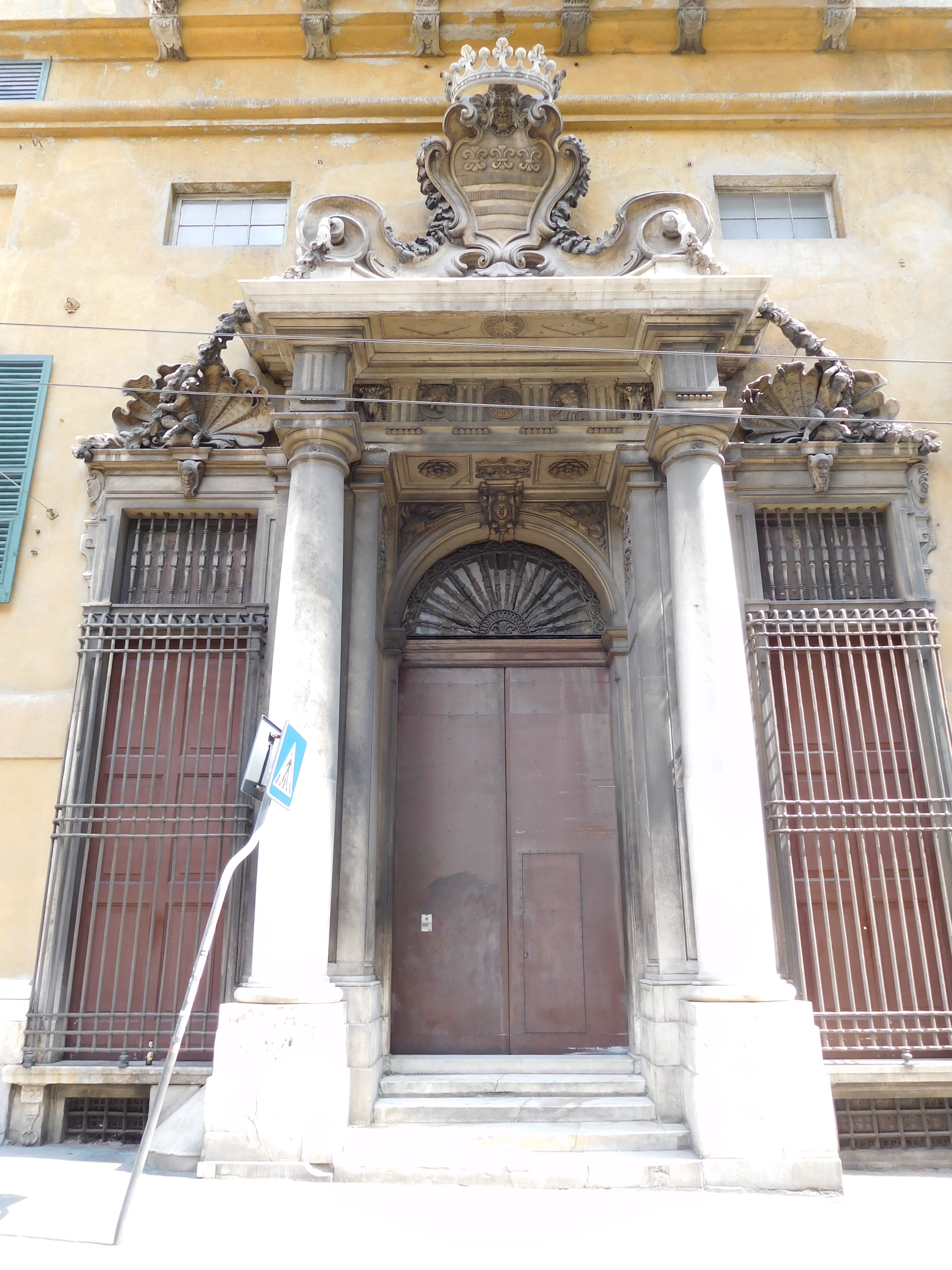
Portale principale